# Hans Forkel
Hans Forkel (* 28. April 1936 in Coburg; † 22. September 2014) war ein deutscher Rechtswissenschaftler und Hochschullehrer.

## Leben
Er studierte Rechtswissenschaften in München, Köln und Erlangen. Er legte 1958 die erste juristische Staatsprüfung und 1961 die Promotion an der Universität Erlangen bei Heinrich Hubmann. Nach der zweiten juristischen Staatsprüfung 1963 war er wissenschaftlicher Assistent in Erlangen. Nach der Habilitation 1970 in Erlangen bei Heinrich Hubmann lehrte er als Professor an der Universität Würzburg.
Seine Tätigkeitsschwerpunkte waren bürgerliches Recht, Handelsrecht, Gesellschaftsrecht, gewerblicher Rechtsschutz, Urheberrecht, Persönlichkeitsrechte  und Immaterialgüterrechte – Schutz und Lizenzen.

## Schriften (Auswahl)
- Grundfragen der Lehre vom privatrechtlichen Anwartschaftsrecht. Berlin 1962, OCLC 1104836389.
- Gebundene Rechtsübertragungen. Ein Beitrag zu den Verfügungsgeschäften über Patent-, Muster-, Urheber- und Persönlichkeitsrechte. Köln 1977, ISBN 3-452-18285-1.
- als Herausgeber mit Alfons Kraft: Beiträge zum Schutz der Persönlichkeit und ihrer schöpferischen Leistungen. Festschrift für Heinrich Hubmann zum 70. Geburtstag. Frankfurt am Main 1985, ISBN 3-7875-5307-X.
- als Herausgeber mit Olaf Sosnitza: Zum Wandel beim Recht der Persönlichkeit und ihrer schöpferischen Leistungen. Würzburg 2004, ISBN 3-89913-358-7.